# Kauri Museum
Az új-zélandi Kauri Museum Northland régióban, Matakohe településen található. A múzeumot a kaurik régi élőhelyén, és a megmaradt kisebb kaurierdők, mint a Waipoua-erdő, közelében hozták létre. A kiállítás bemutatja ennek a különleges fafajtának a jellegzetességeit, kitermelésének, valamint a kaurikopál vagy más néven kaurigumi gyűjtésének és felhasználásának történetét.

## Gyűjtemények
A múzeum több mint 4000 m² fedett területen mutatja be a világ legnagyobb kaurikopál-gyűjteményét, a kaurifa nemes anyagából készült bútorok kiállítását. Rekonstruáltak itt egy 1900 körüli kaurifából készült házat, korabeli bútorokkal és ruházattal. Jelentős a korabeli európai telepeseket ábrázoló fényképek, valamint a hozzájuk kapcsolódó tárgyak gyűjteménye.
A kiállítócsarnok falán teljes méretben mutatják be a legnagyobb ismert élő vagy már elpusztult kaurifák törzsének átmérőjét, köztük egy 8,5 méteres átmérőjűt, ami nagyobb, mint a ma élő legnagyobb fáé, a Tane Mahutáé. A múzeumban felépítették egy gőzüzemű fűrészmalom működő modelljét is.
A múzeum témáját az európai telepesek szemszögéből mutatja be, kritikusai szerint nem fordít elég figyelmet az akkor és most is a környéken élő maorikra, a fakitermelés és a kopálgyűjtés rájuk gyakorolt negatív hatásaira.
Az intézmény azonban nagy szerepet játszott a máig fennmaradt kaurierdők iránti figyelem felkeltésében, és így megóvásukban, különösen a neves új-zélandi természetvédő, Stephen King fotói révén, amiket a múzeum a Waipoua Forest Trust-tal együttműködésben mutat be.

## Külső bemutatóhelyek
A múzeum szabadtéri területén és környezetében több más érdejes, műemléki védettségű épület is található. A múzeum részeként került bemutatásra egy teljesen berendezett iskolaépület, ami 1878-tól 1972-ig volt használatban. Az ugyancsak műemléki postahivatalban (1908-1988) telefon-kiállítás látható. Az utca másik oldalán áll az 1867-ben kaurifából készült templom, ami annak idején iskolaként, közösségi találkozóhelyként is funkcionált.

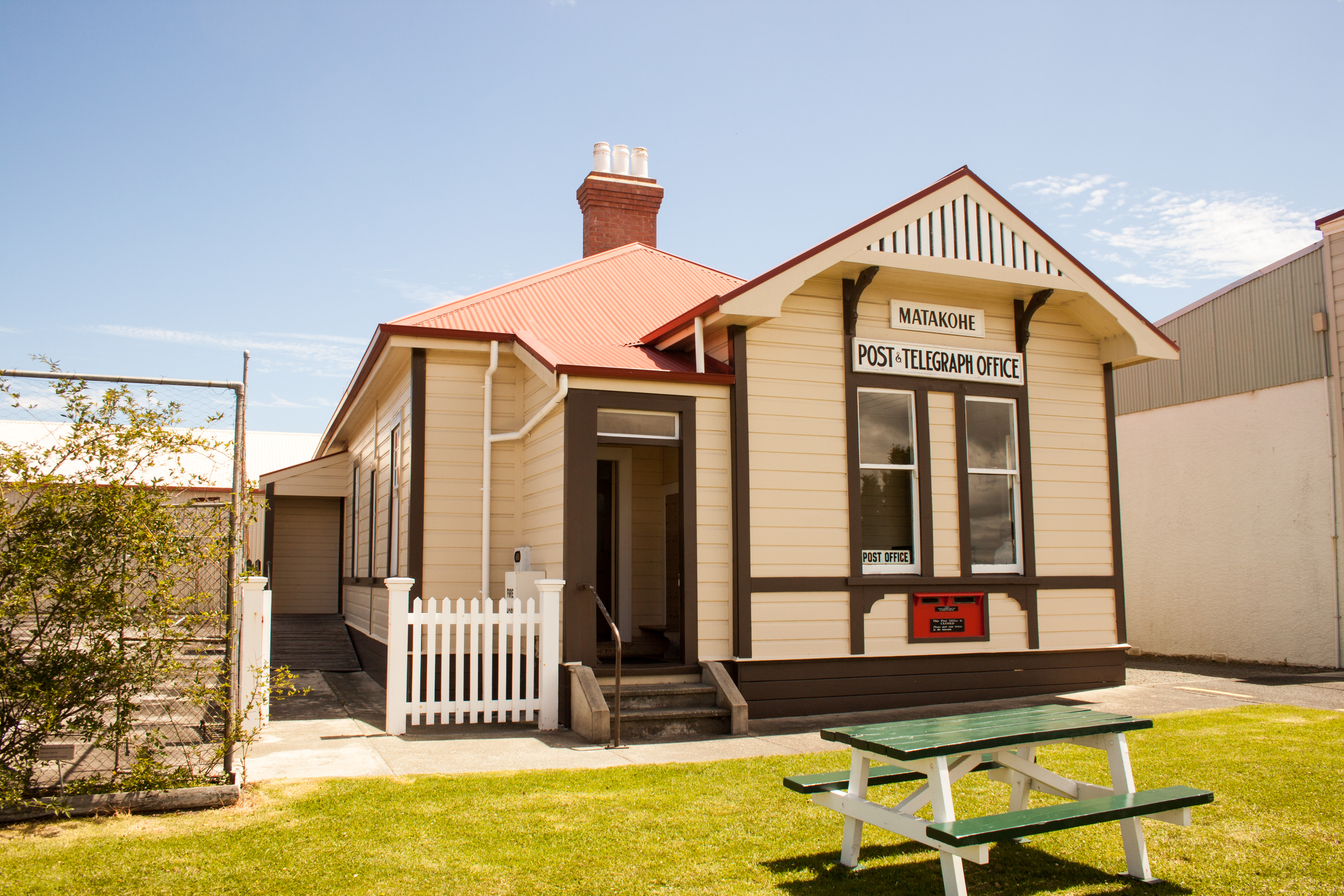
Muzeális postahivatal
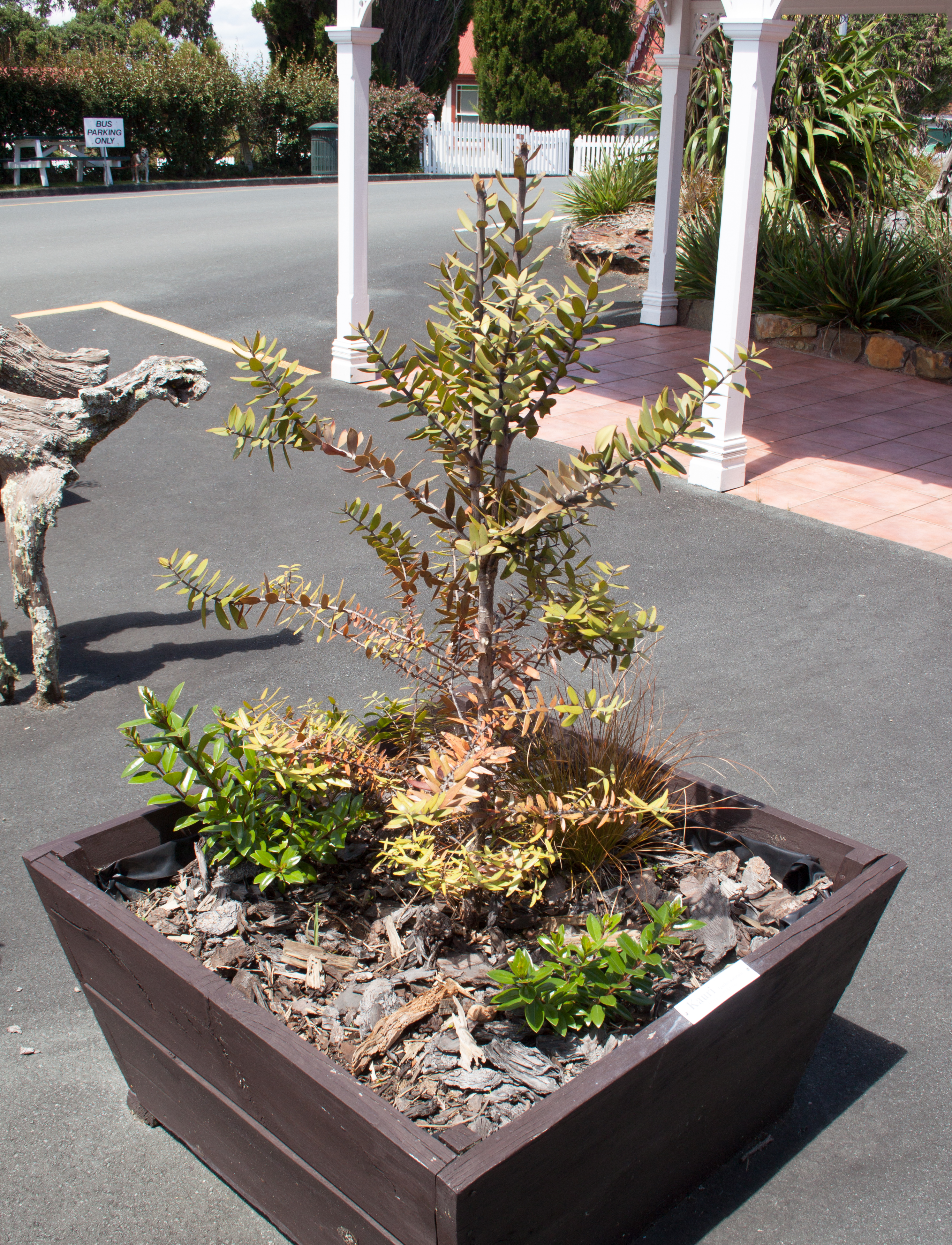
Hároméves kauri-csemete
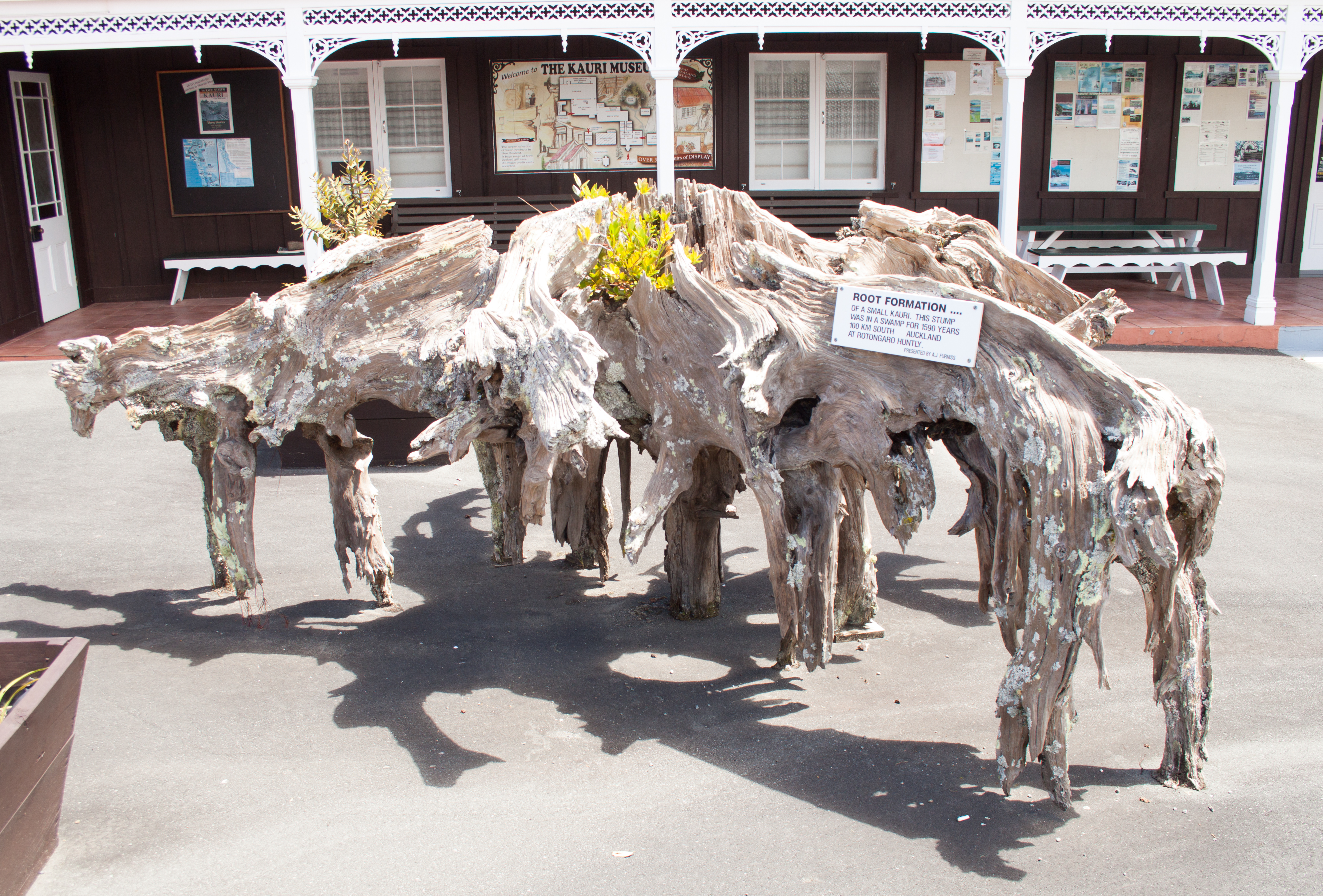
Fiatal mocsári kauri gyökérrendszere
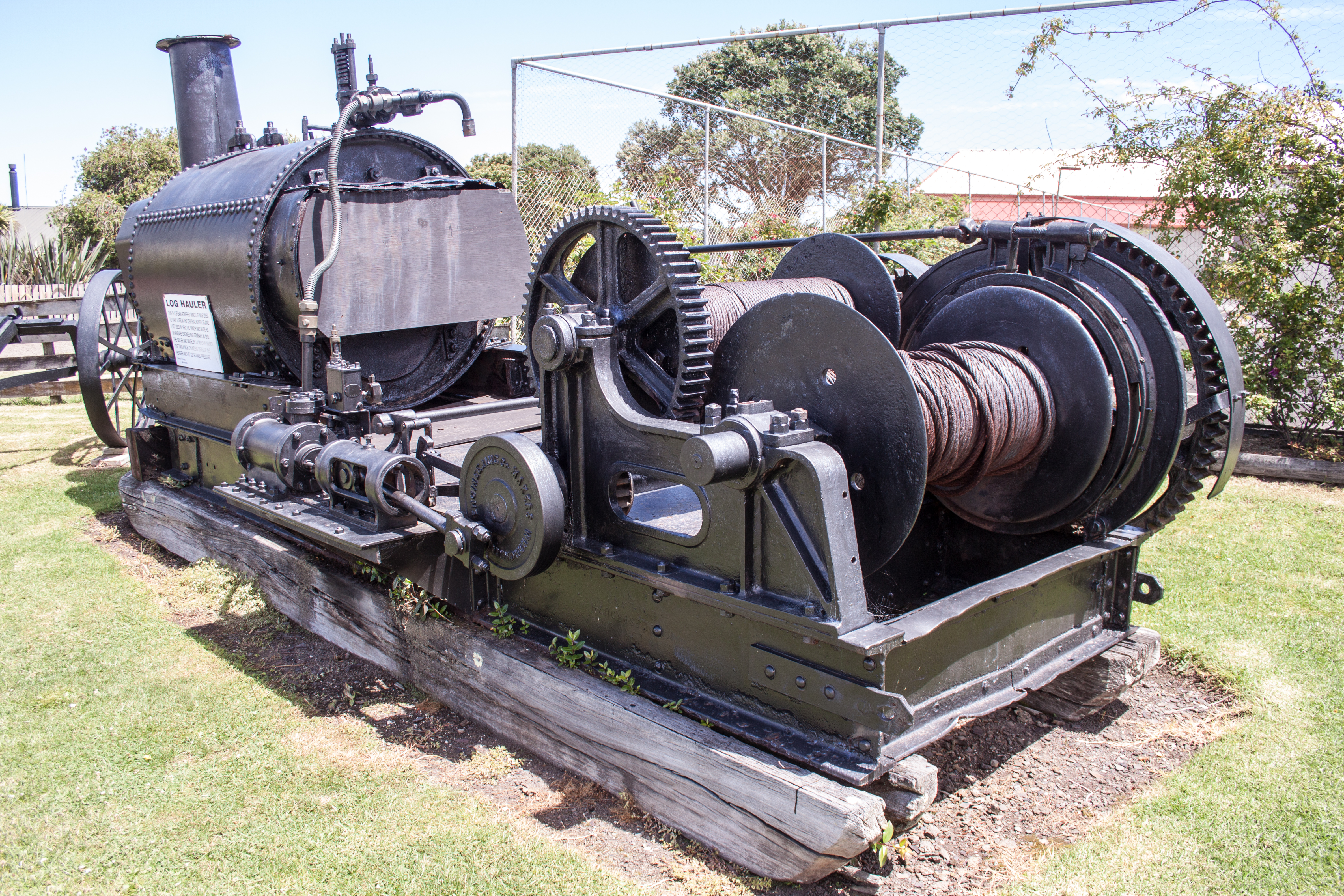
Csörlő a rönkök mozgatásához

## Fordítás
- Ez a szócikk részben vagy egészben a Kauir Museum című angol Wikipédia-szócikk ezen változatának fordításán alapul.  Az eredeti cikk szerkesztőit annak laptörténete sorolja fel. Ez a jelzés csupán a megfogalmazás eredetét és a szerzői jogokat jelzi, nem szolgál a cikkben szereplő információk forrásmegjelöléseként.
- Ez a szócikk részben vagy egészben a Kauri Museum című német Wikipédia-szócikk ezen változatának fordításán alapul.  Az eredeti cikk szerkesztőit annak laptörténete sorolja fel. Ez a jelzés csupán a megfogalmazás eredetét és a szerzői jogokat jelzi, nem szolgál a cikkben szereplő információk forrásmegjelöléseként.